# Belyj Bim Tjornoje ukho
Belyj Bim Tjornoje ukho (russisk: Белый Бим Чёрное ухо, da.: Hvid Bim sort øre) er en sovjetisk spillefilm fra 1977 instrueret af Stanislav Rostotskij.

## Medvirkende
- Vjatjeslav Tikhonov som Ivan Ivanovitj
- Vasja Vorobjov som Tolik
- Irina Shevtjuk som Dasja
- Valentina Vladimirova
- Andrej Martynov